# Tào Khê tông

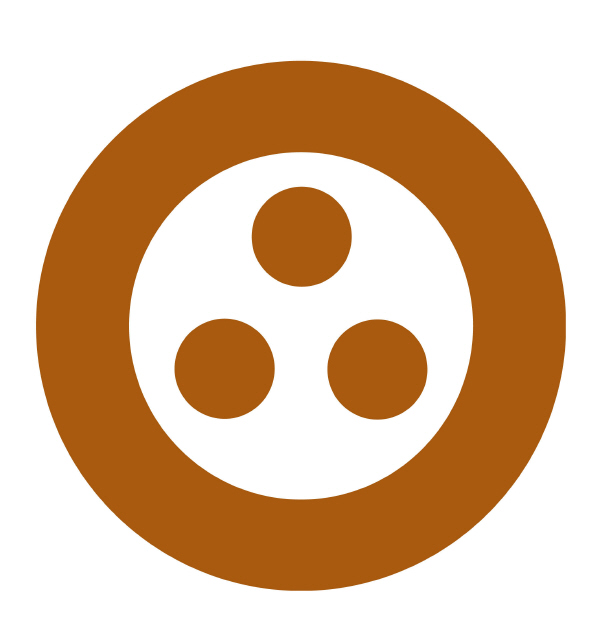
Biểu tượng (logo) của Thiền phái Tào Khê, ba chấm tròn tượng trưng cho Tam Bảo.

Tào Khê tông (zh. 曹溪宗 caóxī zōng, ko. chogye chong, ja. sōkei-shū, en. Jogye Order), tên chính thức là Đại Hàn Phật Giáo Tào Khê Tông (zh. 大韓佛敎 曹溪宗, ko. 대한불교조계종), là tông phái Thiền quan trọng nhất của Phật giáo Hàn Quốc, do Quốc sư Phổ Chiếu Trí Nột sáng lập vào đầu thế kỷ 13 dựa trên sự hợp nhất 9 phái Thiền (zh. 禪門九山, Cửu Sơn Thiền Môn) đã có từ trước ở bán đảo Triều Tiên với tông chỉ là "Thiền-giáo song tu", "Đốn ngộ tiệm tu". Vị Thiền sư đời sau Trí Nột là Thái Cổ Phổ Ngu đã hoàn thiện việc hợp nhất và thành lập tông phái này.
Theo thống kê năm 2015, Tào Khê tông là tông phái Phật giáo lớn nhất tại Hàn Quốc với 1.900 ngôi chùa đang hoạt động, hơn 13.000 tăng ni và khoảng 7 triệu tín đồ khắp Hàn Quốc. Vị tông trưởng (lãnh đạo tinh thần tối cao) hiện nay của Thiền phái này là Hòa thượng Seongpa (sinh năm 1939), được bổ nhiệm vào năm 2021, nhiệm kỳ là 5 năm. Chủ tịch tông Tào Khê hiện tại là Hòa thượng Jinwoo (sinh năm 1961), được bổ nhiệm vào tháng 9 năm 2022.

## Lịch sử
Trước khi Tào Khê tông ra đời, tại bán đảo Triều Tiên đã tồn tại 9 trường phái Thiền (Cửu Sơn Thiền Môn) do các vị tăng người Triều Tiên sang Trung Quốc tham học và đem về truyền bá vào đầu giữa triều đại Cao Ly - một vương triều rất ủng hộ Phật giáo. 9 trường phái Thiền này là:
| TT | Tên phái       | Người sáng lập      | Ghi chú |
| -- | -------------- | ------------------- | --- |
| 1  | Ca Trí Sơn     | Thiền sư Đạo Nghĩa  | nối pháp Thiền sư Tây Đường Trí Tạng. Đạo Nghĩa có hơn 800 môn đệ.                                                                        |
| 2  | Thực Tướng Sơn | Thiền sư Hồng Trắc  | nối pháp Thiền sư Tây Đường Trí Tạng. |
| 3  | Xà Quật Sơn    | Thiền sư Phạm Nhật  | nối pháp Thiền sư Diêm Quan Tề An, phái này phát triển mạnh nhất trong Cửu Sơn Thiền.                                                     |
| 4  | Đồng Lí Sơn    | Thiền sư Huệ Triết  | nối pháp Thiền sư Tây Đường Trí Tạng. Đệ tử của Huệ Triết có khoảng vài trăm vị.                                                          |
| 5  | Thánh Trụ Sơn  | Thiền sư Vô Nhiễm   | nối pháp Thiền sư Ma Cốc Bảo Triệt. Đệ tử lên tới 2000 người.                                                                             |
| 6  | Sư Tử Sơn      | Thiền sư Đạo Doãn   | nối pháp Thiền sư Nam Tuyền Phổ Nguyện.                                                                                                   |
| 7  | Hi Dương Sơn   | Thiền sư Trí Sân    | nối pháp Đại sư Huệ Ẩn (thuộc dòng của Tứ Tổ Đạo Tín).                                                                                    |
| 8  | Phụng Lâm Sơn  | Thiền sư Huyền Dực  | nối pháp Thiền sư Chương Kính Hoài Huy.                                                                                                   |
| 9  | Tu Di Sơn      | Thiền sư Lợi Nghiêm | nối pháp Thiền sư Vân Cư Đạo ưng, Lợi Nghiêm được biết đến là người đầu tiên truyền bá tông chỉ của tông Tào Động vào bán đảo Triều Tiên. |

Tuy nhiên, giáo đoàn riêng của Thiền tông lúc này vẫn chưa được thành lập.
Đến cuối thế kỷ thứ 11 có xảy ra một sự kiện là Quốc sư Đại Giác Nghĩa Thiên (1055-1101) của Thiên Thai tông vì không thích Thiền tông nên cố tình sáp nhập Thiền tông vào Thiên Thai tông và bị các tăng sĩ của Cửu Sơn Thiền Môn đoàn kết phản đối. Điều đó cho thấy ý thức về tông phái đã bắt đầu phát triển trong các tăng sĩ Thiền tông. Đây là cơ sở để Thiền sư Trí Nột hợp nhất các phái kể trên thành một giáo đoàn Thiền tông thống nhất và độc lập vào cuối thế kỷ 12 và đầu thế kỷ 13.

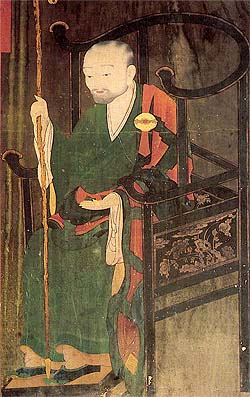
Bức hoạ Quốc sư Trí Nột, người sáng lập Tào Khê tông.

Về Trí Nột (1158-1210), ông kế thừa tư tưởng "Thiền-giáo song tu" và  "Kiến tính khởi tu" của Đại sư Khuê Phong Tông Mật (vị tổ đời thứ 4 của phái Hà Trạch Thần Hội và đồng thời cũng là tổ thứ 5 của Hoa Nghiêm tông Trung Quốc) cũng như tư tưởng "Thiền công án, thoại đầu" của Thiền sư Đại Huệ Tông Cảo (vị tổ sáng lập dòng Đại Huệ của tông Lâm Tế). Ông đã vận dụng các tư tưởng trên làm tông chỉ và thống nhất Cửu Sơn Thiền Môn thành Tào Khê tông. Tên gọi "Tào Khê tông" được mượn từ ngọn núi Tào Khê – nơi Lục tổ Huệ Năng từng hoằng pháp, nhằm biển thị tông Tào Khê là Thiền chính tông được chân truyền từ Lục tổ Huệ Năng. Văn bia tại chùa Tùng Quảng (ko. Songgwangsa) do Triệu Tông Trứ soạn vào năm 1679 có kể về sự tích truyền thừa tông Tào Khê này.

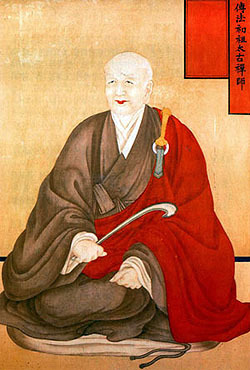
Thiền sư Thái Cổ Phổ Ngu, đồng sáng lập Tào Khê tông.

Bên cạnh Trí Nột, Thiền sư Thái Cổ Phổ Ngu (tông Lâm Tế) cũng là người có đóng góp không nhỏ đối với sự ra đời của tông Tào Khê. Sau khi nhận ấn khả từ Thiền sư Thạch Ốc Thanh Củng, năm 1348, Phổ Ngu quay trở lại bán đảo Triều Tiên và truyền bá Thiền Lâm Tế. Phổ Ngu đã thành lập một tổ chức liên hiệp để hoàn thiện việc thống nhất Cửu Sơn Thiền Môn, trụ sở đặt tại Quảng Minh Tự (ko. 광명사, zh. 廣明寺). Bên cạnh đó, Phổ Ngu cũng có công lao trong việc giải quyết các bất đồng, mâu thuẫn đã có từ trước giữa các trường phái Phật giáo Triều Tiên.
Dưới triều đại Joseon (1392-1910), Tân Nho giáo rất phát triển do triều đình này rất ủng hộ Tân Nho giáo và còn tôn Tân Nho giáo làm quốc giáo. Phía Phật giáo khá ảm đạm do bị triều đình đưa ra nhiều chính sách cấm đoán như tăng ni không được bén mảng đến thành thị, tất cả các chùa đều phải dời lên núi... Đến đời của Vua Sejong, tất cả các tông phái Phật giáo Triều Tiên bị hợp thành hai phái là Thiền tông (gộp từ Tào Khê tông, Thiên Thai tông, Từ Nam tông) và Giáo tông (gộp từ Hoa Nghiêm tông, Từ Ân tông, Trung Thần tông, Thủy Hưng tông, Nam Sơn tông) để triều đình dễ dàng quản lý Phật giáo. Tuy nhiên, đến đời của Vua Yonsangun thì hai phái trên tạm thời bị bãi bỏ khiến cho Phật giáo Triều Tiên rơi vào hỗn loạn.

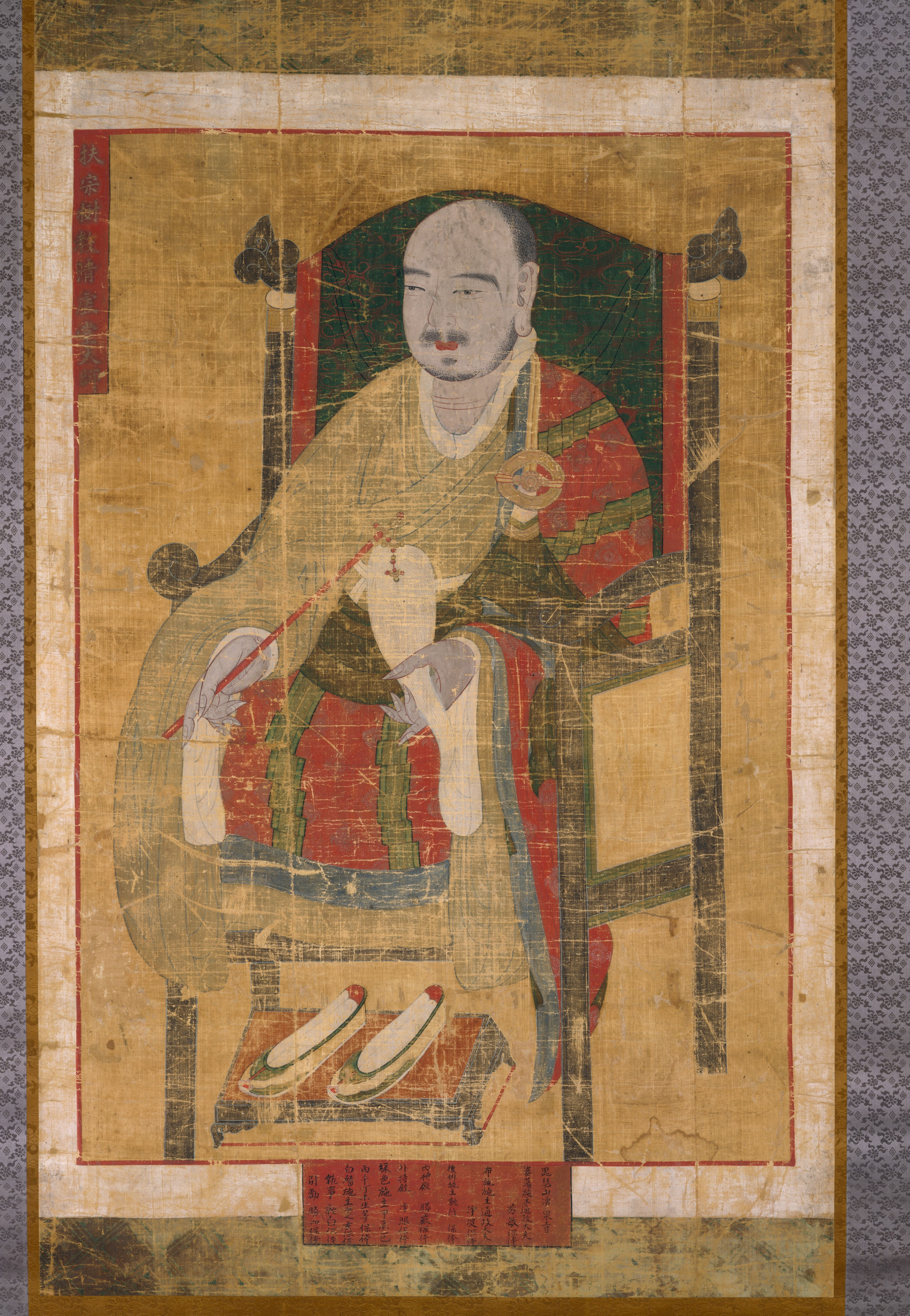
Đại sư Tây Sơn, người lãnh đạo tăng sĩ chống quân Nhật.

Mặc dù bị cấm đoán, trong thời gian diễn ra Chiến tranh Nhật Bản – Triều Tiên (1592–1598), Phật giáo vẫn đứng về phía triều đình chống quân Nhật. Điển hình nhất là hoạt động của vị tổ Tào Khê tông là Thiền sư Thanh Hư Đường Tập (cũng được gọi là Đại sư Tây Sơn) và đệ tử là Đại sư Tứ Minh (ko. Samyeong, Yujeong). Mặc dù đã 72 tuổi nhưng Đại sư Tây Sơn vẫn lãnh đạo một đội quân "tu sĩ Phật giáo" hợp sức cùng với quân Minh thành công tái chiếm Bình Nhưỡng từ tay Nhật Bản. Vì tuổi già sức yếu, Đại sư Tây Sơn giao lại cho đệ tử là Đại sư Tứ Minh tiếp tục lãnh đạo các vị tăng chiến đấu chống quân Nhật. Chính Tứ Minh chính là người được Vua Seonjo giao trọng trách sang Nhật đàm phán hoà bình với Tokugawa Leyasu. Những điều trên đã góp phần cải thiện quan hệ giữa triều đình và Phật giáo, tuy nhiên phải đến năm 1895 thì tăng ni mới được cho phép vào thành thị.

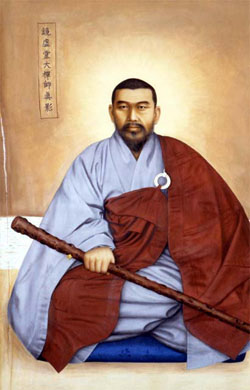
Thiền sư Cảnh Hư, vị tổ khôi phục tông Tào Khê.

Đến cuối thế kỷ 19, tông Tào Khê được trùng hưng thông qua sự hoằng hóa Thiền sư Cảnh Hư Tinh Ngưu. Ông kế thừa tinh thần "Định - huệ song tu" của Quốc sư Trí Nột và tích cực truyền bá "Thiền thoại đầu" – vốn là phương pháp tu chính yếu của Thiền tông Đại Hàn. Tại Hải Ấn tự (ko. Haeinsa), ông thành lập đạo tràng Thiền Xã vận động (1889) để quảng bá tinh thần tu tập Thiền học đến quần chúng Phật giáo. Ông có 5 đệ tử nối pháp nổi danh là: Huệ Nguyệt Huệ Minh (1861-1937), Mãn Không Nguyệt Diện (1871-1946), Thủy Nguyệt Âm Quán (1855-1928), Long Thành Thần Chung (1864-1940) và Hán Nham Trùng Viễn (1876-1951). Hầu như tất cả các dòng truyền Tào Khê hiện nay tại Hàn Quốc đều thuộc pháp hệ của các vị này.

Trong thời kỳ Nhật Bản chiếm đóng Triều Tiên (1910-1945), Phật giáo Triều Tiên bị lai tạp với các nghi lễ, hình thức sinh hoạt của Phật giáo Nhật Bản do người Nhật du nhập sang. Thậm chí, nhà cầm quyền Nhật Bản còn thay đổi quy tắc tăng đoàn của các sơn môn, điển hình là việc hợp pháp hóa việc tăng sĩ có thể kết hôn sinh con và điều này đã gây ra sự bức xúc trong giới Phật giáo Triều Tiên.

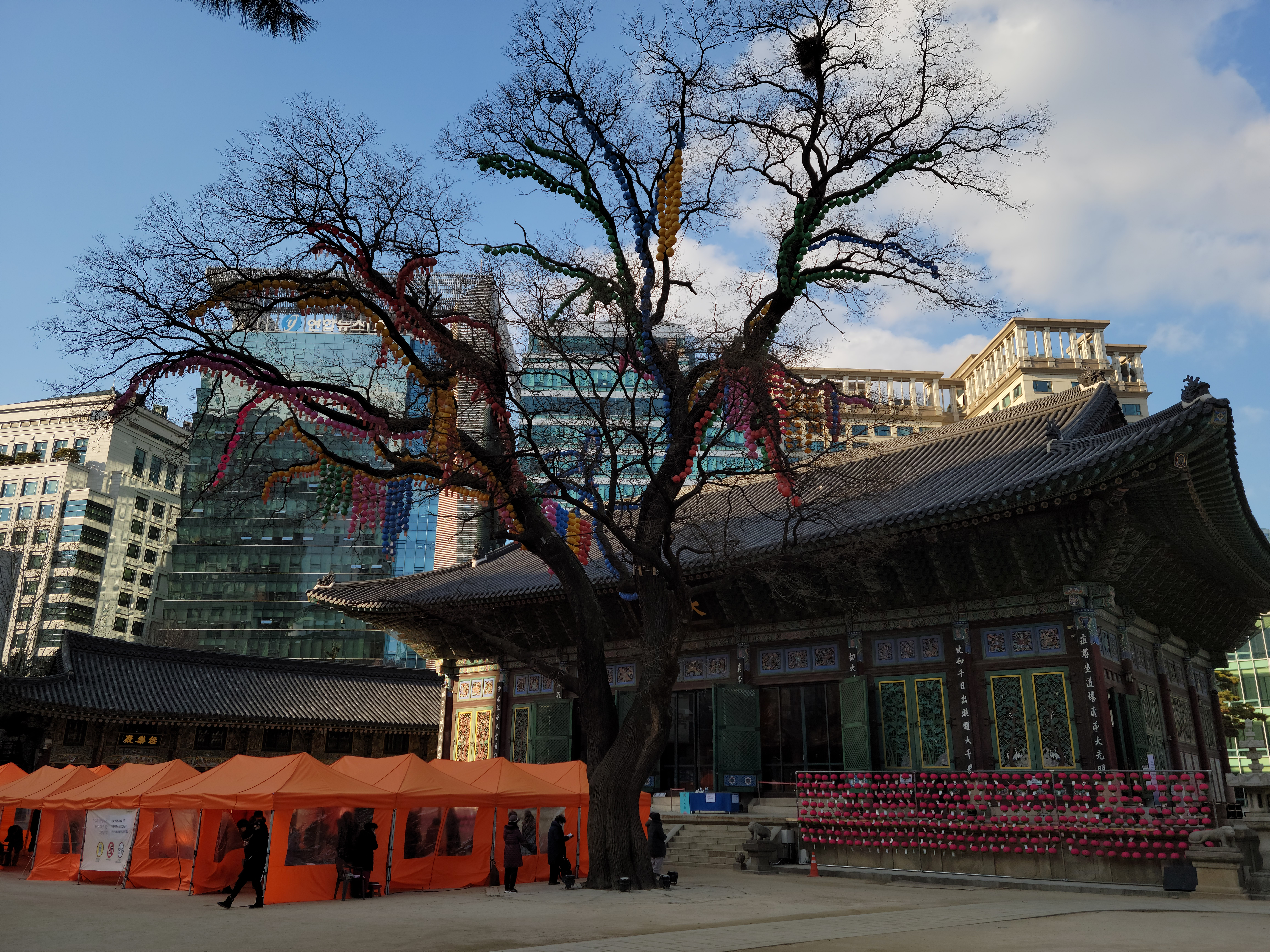
Tào Khê tự (ko. jogyesa), trụ sở của tông Tào Khê đặt tại Seoul.

Năm 1937, các vị cao tăng Thiền phái Tào Khê họp và quyết định lấy chùa Tào Khê (ko. Jogyesa) ở trung tâm Seoul làm trụ sở hoạt động chính của tông phái. Từ năm 1947-1949, một số vị Thiền sư tông Tào Khê tổ chức phong trào cải cách "Sống trên tinh thần lời dạy của Đức Phật" (Living According to the Teachings of the Buddha), mục tiêu là khôi phục lại giới luật và truyền thống tu tập của Thiền tông Đại Hàn đã bị suy đồi trong thời gian Nhật Bản chiếm đóng. Trong số 20 thành viên của phong trào này, có 4 người về sau trở thành tông trưởng và 5 người trở thành chủ tịch tông Tào Khê.

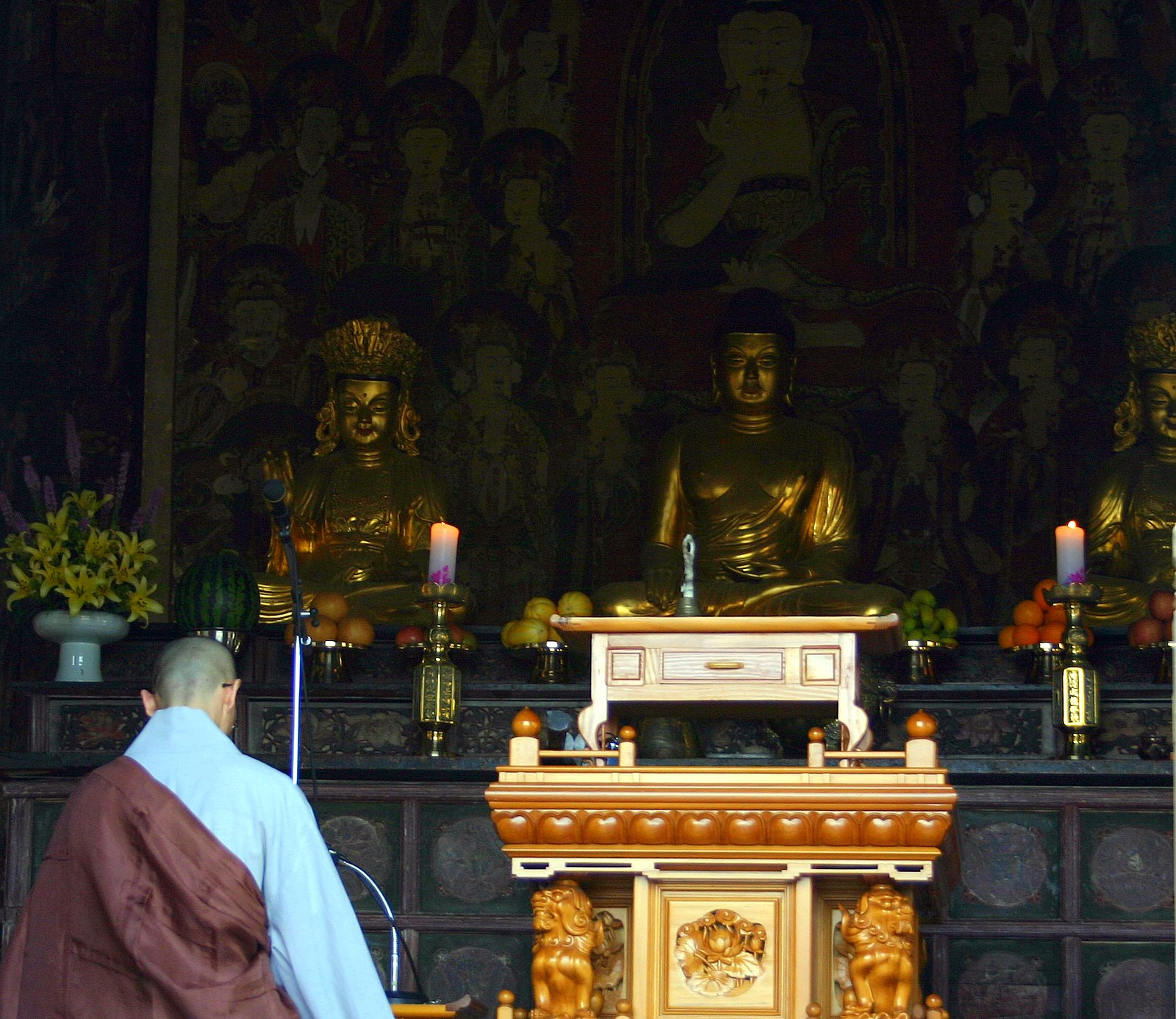
Một vị tăng khoác y cà sa đặc trưng của Tào Khê tông đang tụng kinh.

Từ năm 1954-1962, các vị trưởng lão độc thân của Thiền phái Tào Khê thực hiện Phong trào Thanh lọc Phật giáo, kêu gọi sự tách biệt giữa các vị tu sĩ độc thân và các vị tu sĩ có gia đình trong tông Tào Khê. Hoạt động này được chính quyền Lý Thừa Vãn ủng hộ. Kết quả, 300 vị tăng độc thân tách riêng ra thành một phái và sử dụng tên cũ là Thiền phái Tào Khê. Phía các vị tu sĩ có gia đình và các vị tu sĩ độc thân còn lại hợp thành Thiền phái Thái Cổ (en. Taego Order, được thành lập năm 1970, tên gọi lấy theo pháp danh của Thiền sư Thái Cổ Phổ Ngu). Về sự giống nhau, cả hai Thiền phái này đều bắt nguồn từ Thiền phái Tào Khê do Quốc sư Trí Nột sáng lập và đều có nguồn gốc truyền thừa từ Thiền sư Thái Cổ Phổ Ngu. Điểm khác biệt là một bên chỉ toàn các vị tu sĩ độc thân và hoàn toàn cấm việc tu sĩ kết hôn, bên còn lại thì chủ yếu là các tu sĩ đã có gia đình và cho phép tu sĩ kết hôn (mặc dù không phải tất cả các vị sư của Thiền phái Thái Cổ đều kết hôn, có một số vị chọn sống độc thân). Về màu y cà sa, các vị tu sĩ của phái Tào Khê sử dụng y cà sa màu nâu còn các vị tu sĩ của phái Thái Cổ sử dụng màu y truyền thống của Phật giáo Đại Hàn truyền thống là màu đỏ, xanh đậm hoặc gần như đen. Hiện nay, Thiền phái Thái Cổ là tông phái Phật giáo lớn thứ 2 Hàn Quốc, sau Thiền phái Tào Khê.
Vào ngày 11 tháng 4 năm 1962, Tổ chức Đại Hàn Phật Giáo Tào Khê Tông (bắt nguồn từ 300 vị tu sĩ độc thân nói trên) chính thức được thành lập tại Hàn Quốc với 3 mục tiêu chính: Đào tạo và Giáo dục (Training and Education), Phiên dịch kinh điển từ Hán văn sang tiếng Hàn (Translation of sutras from traditional Chinese into modern Korean) và Hoằng pháp (Dharma propagation). Các mục tiêu kể trên là kim chỉ nam hoạt động của Thiền phái Tào Khê cho đến ngày nay. Vị tông trưởng đầu tiên là Thiền sư Hiểu Phong Học Nột (ko. Hyobong Hangnul, 1888-1966).

## Ảnh hưởng

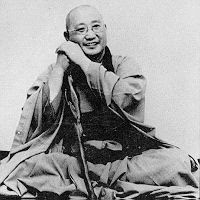
Thiền sư Sùng Sơn, người sáng lập trường phái Thiền Quán Âm (Kwan Um School of Zen) nổi tiếng ở phương Tây.

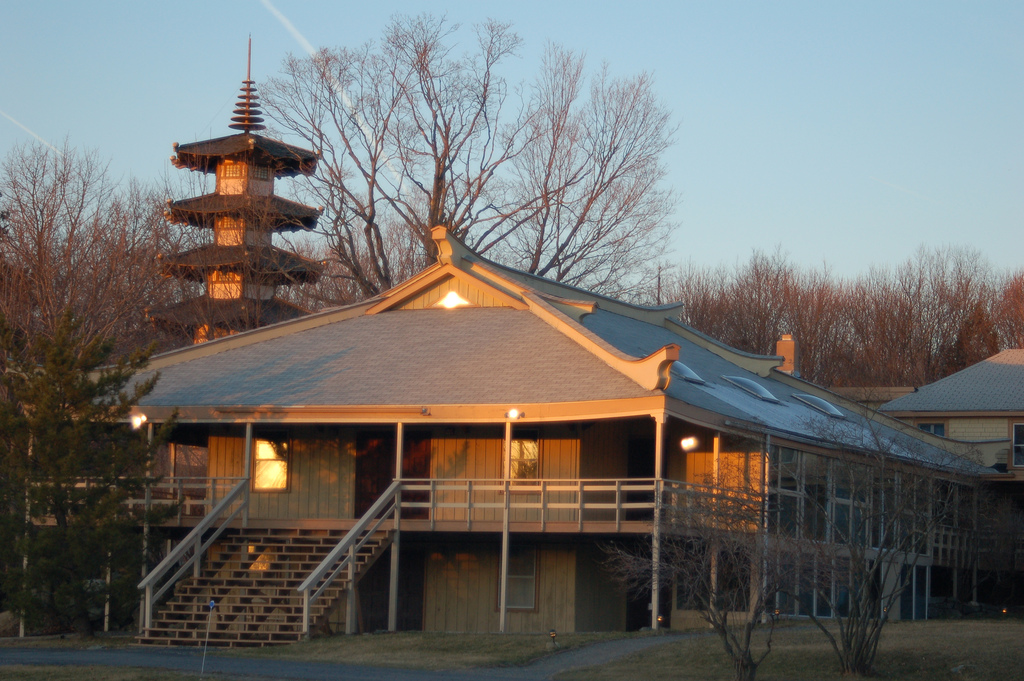
Trung Tâm Thiền Providence.

Người đầu tiên truyền bá Thiền phái Tào Khê sang nước ngoài là Thiền sư Sùng Sơn Hạnh Nguyện (Seungsahn, 1927-2004). Trước khi qua Mỹ, Thiền sư Sùng Sơn đã có nhiều năm truyền bá Thiền tông tại Hàn Quốc. Ngoài ra, ông còn vân du sang Nhật Bản và Hồng Kông để dạy Thiền và lập ra một số đạo tràng Thiền tông tại những nơi này. Năm 1972, ông đặt chân đến Mỹ, lúc đầu chưa có nhiều người biết đến ông. Ông có làm một số công việc chân tay như giặt giũ và sửa chữa máy móc cho một tiệm giặt gốc Châu Á để mưu sinh. Bên cạnh đó ông cũng dành thời gian học tiếng Anh để dễ truyền đạo. Dần dần có nhiều người biết ông là Thiền sư và theo ông học Thiền, các đệ tử đầu tiên của ông là một số sinh viên đang theo học tại Đại học Brown. Sau này khi đã đủ điều kiện, ông sáng lập Trung tâm Thiền Providence (Providence Zen Center) tại thành phố Providence thuộc tiểu bang Rhode Island để làm nơi tu tập, sinh hoạt cho các đệ tử. Dòng Thiền của ông được biết đến tại phương Tây với tên gọi chính thức là Kwan Um school of Zen (Thiền Quán Âm, được thành lập năm 1983), là một chi phái của tông Tào Khê. Phương pháp truyền đạo của Thiền sư Sùng Sơn tại phương Tây có phần dễ thở hơn so với các vị Thiền sư khác tại Hàn Quốc như cho phép cư sĩ mặc áo cà sa và không đặt nặng về vấn đề sống độc thân... Về đường lối tu tập, tương tự như truyền thống Thiền Đại Hàn, các Thiền sinh được dạy tham cứu công án để đạt được giác ngộ. Ngoài ra họ cũng được dạy niệm danh hiệu Phật A-Di-Đà, Bồ tát Quán Thế Âm và nghiên cứu tư tưởng Kinh Hoa Nghiêm. Tính đến thời điểm Thiền sư Sùng Sơn viên tịch (2004), ông đã sáng lập được gần 40 trung tâm Thiền trên khắp thế giới. Hiện nay, dòng Thiền này có gần 100 đạo tràng và tổ chức tu Thiền ở khắp thế giới (đa dạng ở nhiều khu vực như Châu Mỹ-Latinh, Châu Á, Úc, Châu Âu, Israel). Theo James Ishmael Ford, trường phái Thiền Quán Âm (Kwan Um School of Zen) là trường phái Phật giáo lớn nhất tại phương Tây.
Bên cạnh Sùng Sơn, một nhân vật khác có vai trò quan trọng trong việc truyền bá Thiền phái Tào Khê ra thế giới là Thiền sư Cửu Sơn Tú Liên (ko. Kusan Sunim). Năm 1969, Thiền sư Cửu Sơn trở thành trụ trì của tổ đình Quảng Tùng tự (ko. Songgwangsa) và ông đã mở một chương trình dạy Thiền căn bản tại đây. Ngoài các vị tăng người Hàn Quốc, nhiều tu sĩ từ Mỹ, Châu Âu và các châu lục khác cũng đến tham dự khoá Thiền này và họ đã hành Thiền rất miên mật. Năm 1973, Thiền sư Cửu Sơn sang Mỹ dự lễ khánh thành chùa Sambosa (ngôi chùa gốc Hàn Quốc) tại Carmel, California. Không lâu sau, ông trở về Hàn Quốc và cùng đi với ông có các môn đệ người nước ngoài mà ông đã thu nhận được trong thời gian lưu trú ở Mỹ. Thiền sư Cửu Sơn cùng với các đệ tử này đã sáng lập Trung Tâm Thiền Quốc Tế Bulil (Bulil Internation Seon Center) tại Hàn Quốc để dạy Thiền cho những người nước ngoài đến Hàn Quốc. Ngoài ra ông cũng sáng lập một số đạo tràng ở nước ngoài để truyền bá Thiền tông như chùa Goryesa ở Los Angeles, Mỹ vào năm 1980, chùa Bulseungsa ở Geneva, Thụy Điển và chùa Daegaksa gần Carmel, Mỹ vào năm 1982.

## Hoạt động giáo dục và tu học

### Xuất gia và thọ giới
Trong tông Tào Khê, trước khi xuất gia, người ta cần phải đi tìm một vị thầy phù hợp với mình. Sau khi đã tìm được vị thầy ưng ý, người này sẽ cạo tóc với vị thầy và tập sự ở chùa trong khoảng 5 tháng để kiểm tra xem có thực sự có ý chí tu tập hay không. Nếu đáp ứng được, người này sẽ được tham gia lễ thọ giới và trở thành một vị Sa-di/Sa-di ni. Theo thường lệ, vị Sa-di sẽ học các giáo lý Phật giáo cơ bản tại chùa hoặc Viện Phật học trong 4 năm và tham gia kỳ thi để kiểm tra các kiến thức đã học được. Nếu vượt qua được kỳ thi, vị này sẽ được thọ đại giới và trở thành Tỳ-khưu (bhikkhu) hoặc Tỳ-khưu ni (bhikkuni). Sau khi thọ đại giới, người Tỳ-khưu/ Tỳ-khưu ni chính thức được tham dự vào các hoạt động sinh hoạt Thiền môn như tụng niệm, hành thiền, nghiên cứu kinh sách. Một số cũng có thể đóng góp vào công tác quản lý hành chính của chùa hoặc thuyết pháp, hướng dẫn phật tử tu tập.

### Sinh hoạt thường nhật
Một ngày trong các chùa và Thiền viện thuộc Tào Khê tông bắt đầu từ lúc 3 giờ sáng, sau khi ba tiếng mõ (ko. moktak) vang lên, theo sau là tiếng chuông trống. Lúc này các vị tăng/ni thức dậy, vệ sinh cá nhân và vân tập vào Đại Hùng Bảo Điện để tụng kinh sáng rồi ngồi Thiền hoặc học Kinh cho đến giờ điểm tâm sáng (6 giờ). Sau khi thọ thực xong, các vị sư sẽ cùng nhau lao động, dọn dẹp khuôn viên chùa. Kế đến là giờ tọa Thiền hoặc học Kinh. Đến 10:30 sáng, họ lại vân tập đến Đại Hùng Bảo Điện để tụng kinh và sau đó đi thọ thực trưa. Sau khi dùng xong bữa trưa, họ có một khoảng thời gian rảnh để nghỉ trưa rồi tiếp tục thực hiện các hoạt động tương tự như lúc sáng. Đến khoảng 5 giờ chiều (tùy theo mùa), các vị tăng ni thọ thực, sau khi đã tụng kinh chiều xong. Rồi họ lại tiếp tục tọa Thiền hoặc học Kinh và đi ngủ vào lúc 9 giờ tối.

### Chương trình giáo dục và đào tạo
Hệ thống giáo dục và đào tạo của tông Tào Khê gồm ba cấp là Sơ cấp (Preliminary), Cơ bản (Basis) và Chuyên nghiệp (Specialized), tuy nhiên không phải tất cả các bậc này đều mang tính bắt buộc. Theo yêu cầu của tông phái, tất cả các vị tỳ khưu và tỳ khưu ni đã thọ đại giới phải hoàn thành chương trình giáo dục ở mức thứ hai là Cơ bản. Đối với bậc Chuyên nghiệp, tuy không bắt buộc nhưng là điều kiện căn bản cho những ai mong muốn trở thành trụ trì của một ngôi chùa. Chương trình đào tạo của bậc này kéo dài liên tục đến 10 năm và có một kỳ kiểm tra vào cuối khóa.

### Thực hành Thiền tông

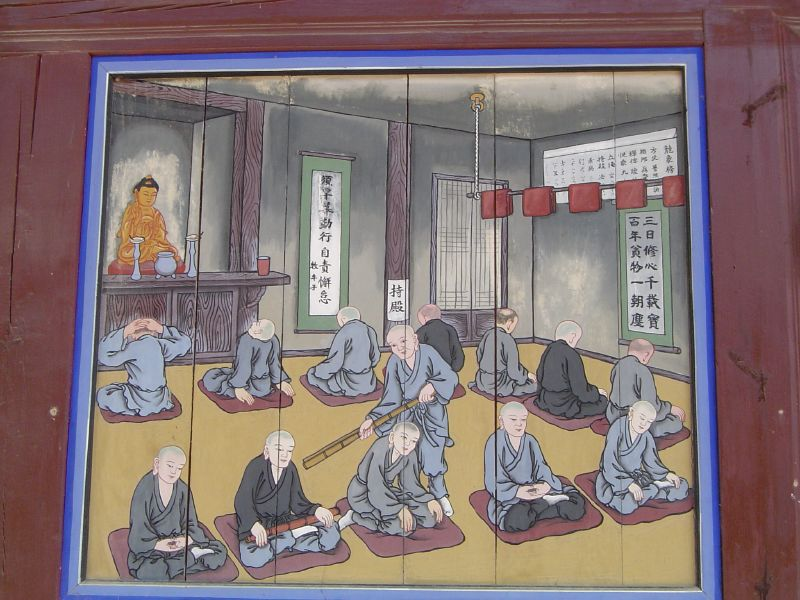
Tranh vẽ trên cửa phác họa khung cảnh tọa Thiền xưa tại Tùng Quảng tự.

Mỗi năm tại các chùa Tào Khê tông có hai kỳ kiết chế vào mùa hè và mùa đông, mỗi kỳ kéo dài 3 tháng. Trong ba tháng của mỗi kỳ kiết chế, các vị tăng ni hạn chế sự giao tiếp với thế giới bên ngoài, tập trung toàn bộ tinh thần vào việc thực hành Thiền thoại đầu, tham cứu công án Thiền. Mục đích của hoạt động tu tập này là để giúp hành giả đạt được giác ngộ, nhận ra được bản lai diện mục xưa nay của chính mình. Ở giữa hai kỳ kiết chế, các Thiền sinh có ba tháng để đi hành cước khắp nơi tìm gặp các vị Thiền sư đã giác ngộ để xin chỉ dẫn tu tập, kiểm tra mức độ giác ngộ hoặc ấn chứng kinh nghiệm giác ngộ của mình, họ được gọi là tăng vân thủy. Ngoài các kỳ kiết chế, Thiền sinh cũng được khuyến khích phải tham cứu thoại đầu, giữ nghi tình mọi lúc mọi nơi cho đến khi đạt được đại ngộ thật sự.

## Các hoạt động nổi bật hiện nay

### Trong lĩnh vực văn hóa

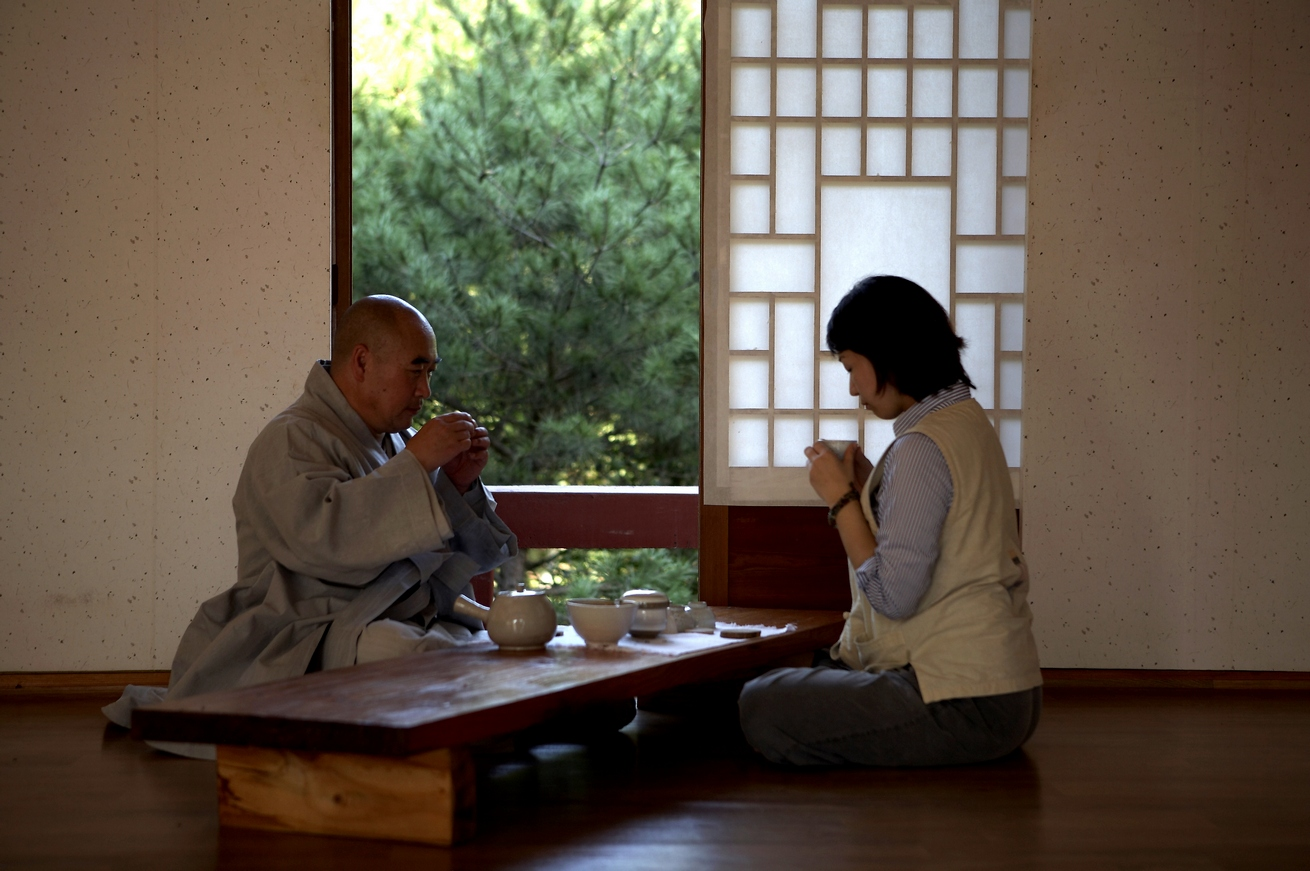
Thiền trà, một trong các hoạt động của chương trình Temple Stay.

#### Chương trình "Temple Stay"
Tông Tào Khê bắt đầu triển khai chương trình "Temple Stay" từ năm 2002, cho phép các du khách nội địa và quốc tế trú qua đêm tại các ngôi chùa của Thiền phái và trải nghiệm các hoạt động tu tập, sinh hoạt hàng ngày trong Thiền môn như hành Thiền, tụng kinh, nghe pháp, in kinh... Bên cạnh đó, du khách cũng được tìm hiểu về văn hóa truyền thống của Hàn Quốc như học cách làm lồng đèn giấy, kim chi, học tiếng Hàn...

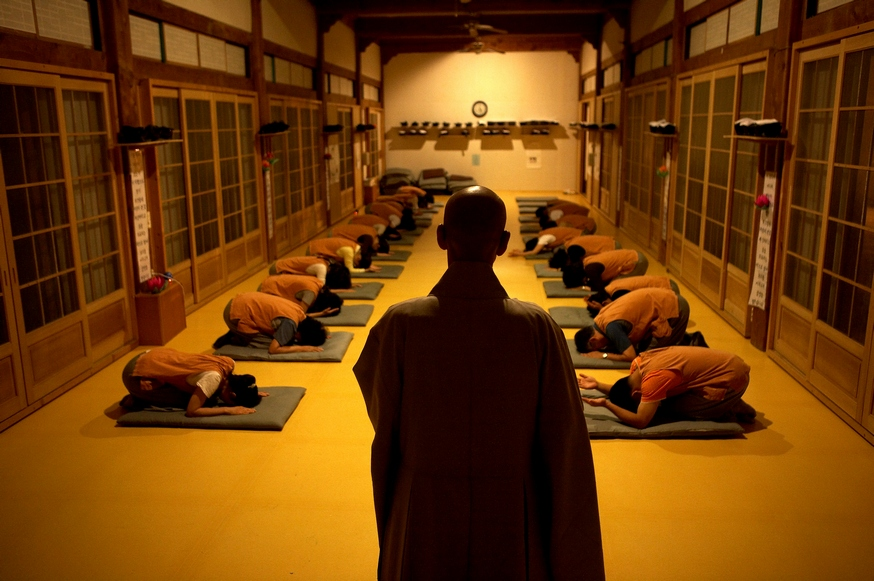
Lễ Phật.

Mô hình này được thực hiện khá thành công và ngày càng thu hút nhiều du khách đến trải nghiệm. Nó được chính phủ Hàn Quốc đánh giá là một trong những loại hình du lịch trọng điểm. Theo thống kê, 20% trong số 100.000 du khách nước ngoài đến Hàn Quốc vào năm 2008 đã chọn tham gia chương trình Temple Stay.

### Trong lĩnh vực an sinh xã hội
Từ tháng 9 năm 2013, tổ chức gây quỹ của tông Tào Khê mang tên Dreaminus đã tài trợ và thực hiện dự án xây dựng Trường Đại học Kỹ thuật Nông Nghiệp Borigaram tại Tanzania, Châu Phi. Đến ngày 5 tháng 9 năm 2016, trường được khánh thành và chính thức đi vào hoạt động. Mục tiêu của đại học này là đào tạo, giúp các thế hệ trẻ tại đây có cơ hội học tập, tìm hiểu về các quy trình, kỹ thuật liên quan đến nông nghiệp như trồng trọt, nhân giống, chăn nuôi.... Thông qua đó, họ có thể cải thiện được tình trạng đói nghèo,   thiếu thốn về lương thực và trở thành những thế hệ lãnh đạo đầu tiên tại Tanzania trong lĩnh vực nông nghiệp. Tất cả các học sinh, sinh viên, thanh thiếu niên ở khu vực lân cận trường và các vùng khác tại Tanzania đều được chào đón khi đến học tại trường này.

## Các chùa chính
Các ngôi Thiền viện và tự viện của Thiền phái Tào Khê đều trực thuộc quản lý của 1 trong 24 chùa chính (theo cấp độ quận). Danh sách 24 ngôi chùa chính:
1. Jogyesa (Tào Khê tự)
2. Yongjusa
3. Sinheungsa
4. Woljeongsa
5. Beopjusa
6. Magoksa (Ma Cốc tự)
7. Sudeoksa (Công Đức tự)
8. Jikjisa
9. Donghwasa (Đông Hạc tự)
10. Eunhaesa
11. Bulguksa
12. Haeinsa (Hải Ấn tự)
13. Ssanggyesa
14. Beomeosa
15. Tongdosa (Thông Độ tự)
16. Gounsa
17. Geumsansa
18. Baegyangsa
19. Hwaeomsa
20. Songgwangsa (Tùng Quảng tự)
21. Daeheungsa
22. Gwaneumsa
23. Seonunsa
24. Bongseonsa

Tam bảo tự của Tào Khê tông Hàn Quốc
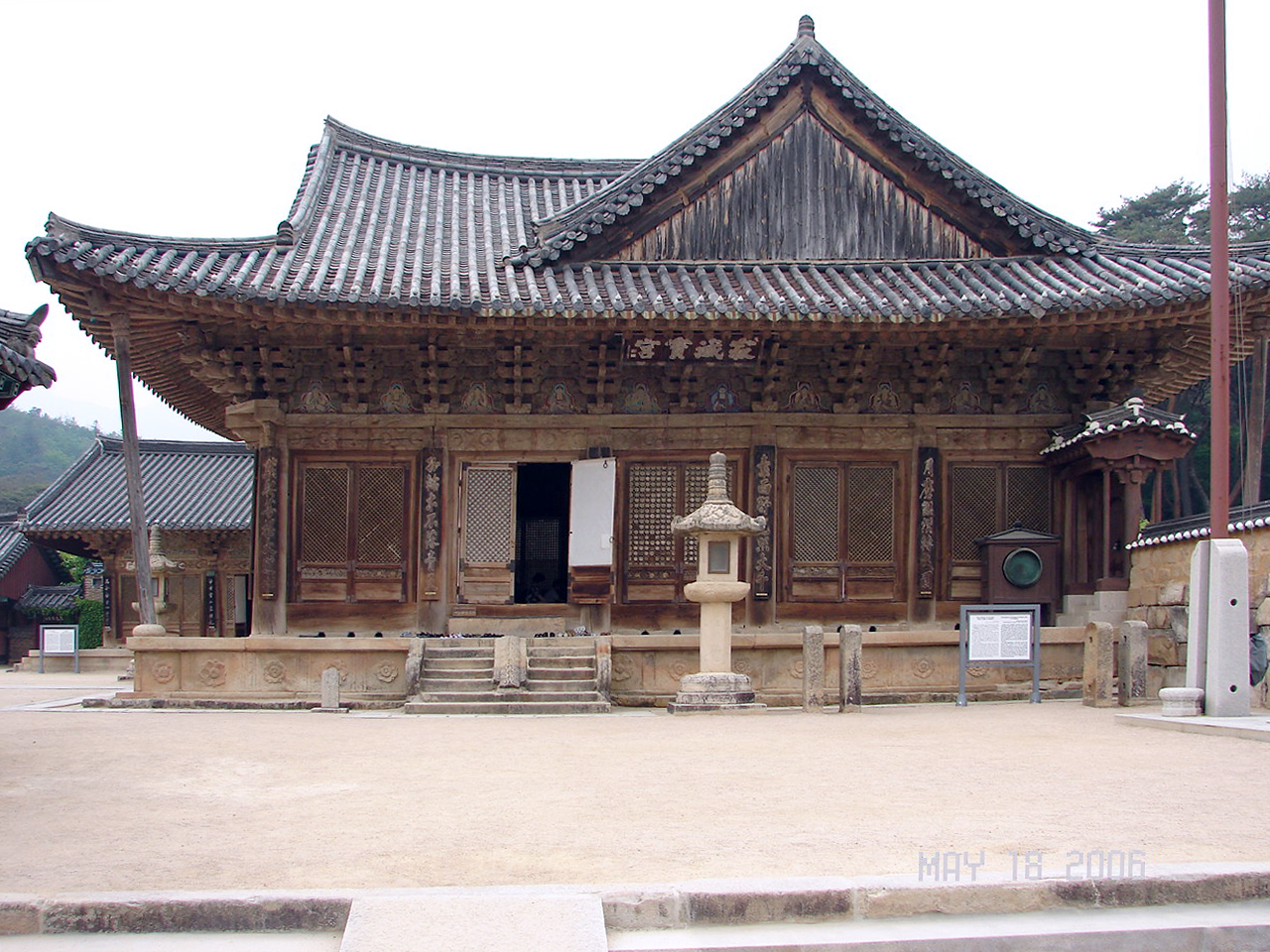
Thông Độ tự, đại diện cho Phật Bảo.
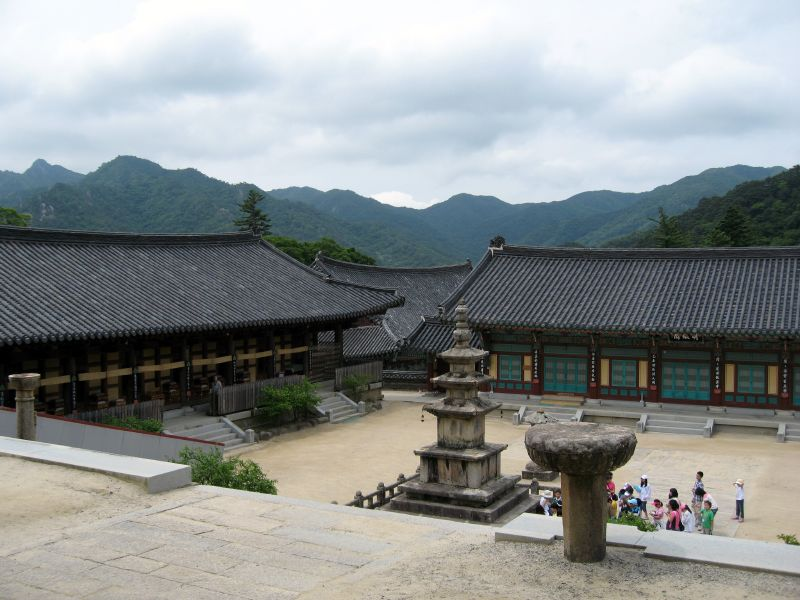
Hải Ấn tự, đại diện cho Pháp bảo.
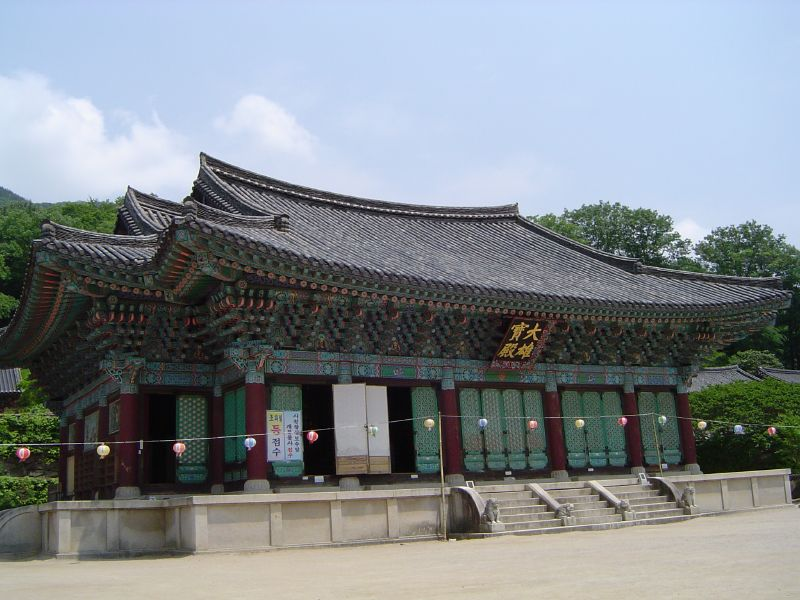
Tùng Quảng tự, đại diện cho Tăng bảo.